# Calpurnia capensis
Calpurnia capensis là một loài thực vật có hoa trong họ Đậu. Loài này được (Burm.f.) Druce miêu tả khoa học đầu tiên.